# FAZZT Race Team
A FAZZT Race Team foi uma equipe de corridas automobilísticas dos Estados Unidos que disputou a temporada 2010 da IndyCar Series com o canadense Alex Tagliani e o brasileiro Bruno Junqueira (apenas as 500 Milhas de Indianápolis).

## História
A história da FAZZT tem como uma de suas bases a Rubicon Racing Team, que disputou as 500 Milhas de Indianápolis de 2008, com o veterano piloto italiano Massimiliano Papis.
Tendo comprado o espólio da Roth Racing, teve Alex Tagliani acumulando as funções de piloto e chefe de equipe, André Azzi como chefe-executivo e Jim Fraudenberg como responsável pela área comercial, além do ator Jason Priestley (da série Beverly Hills, 90210 - "Barrados no Baile", no Brasil). O acrônimo FAZZT (Fraudenberg, Azzi e Tagliani) foi criado para criar uma semelhança com "Fast" ("rápido").
Pilotando um Dallara-Honda #77 patrocinado pela Bowers & Wilkins, Tagliani teve como melhor resultado um 4º lugar em Mid Ohio. Nas 500 Milhas de Indianápolis, um segundo carro foi inscrito para o brasileiro Bruno Junqueira, que havia cedido sua vaga na edição anterior quando Tagliani corria pela Conquest Racing, e abandonou a corrida após 7 voltas devido a um acidente. Ao final do campeonato, o canadense obteve 302 pontos, ficando em 13º na classificação. 
2010 foi a única temporada na história da FAZZT, comprada pela Sam Schmidt Motorsports (atual Arrow McLaren SP).